# Megachile kurandensis
Megachile kurandensis är en biart som beskrevs av Cockerell 1910. Megachile kurandensis ingår i släktet tapetserarbin, och familjen buksamlarbin. Inga underarter finns listade i Catalogue of Life.